# Le Dernier Piano
Pour plus de détails, voir Fiche technique et Distribution.
Le Dernier Piano (Broken Keys) est un film libanais réalisé par Jimmy Keyrouz, sorti en 2021.
Le film est en sélection officielle au Festival de Cannes 2020.

## Fiche technique
- Titre : Le Dernier Piano
- Titre original : Broken Keys
- Réalisation : Jimmy Keyrouz
- Scénario : Jimmy Keyrouz et Ellie Foumbi
- Photographie : Joe Saade
- Musique : Gabriel Yared
- Pays d'origine : Liban
- Genre : drame
- Date de sortie : 2021

## Distribution
- Tarek Yaacoub : Karim
- Rola Beksmati : Samar
- Mounir Maasri : Abou Moussa
- Ibrahim El Kurdi : Ziad
- Julian Farhat : Abdallah
- Sara Abi Kanaan (en) : Maya
- Badih Bou Chakra : Joseph
- Gabriel Yammine : Mounir
- Hassan Mrad : Akram
- Adel Karam : Tarek
- Fadi Abi Samra : Bassam
- Layla Qamari : Rasha
- Michel Adabachi : Ibrahim
- Said Serhan (en) : Ahmad
- Rodrigue Sleiman : Riad